# Mullus surmuletus

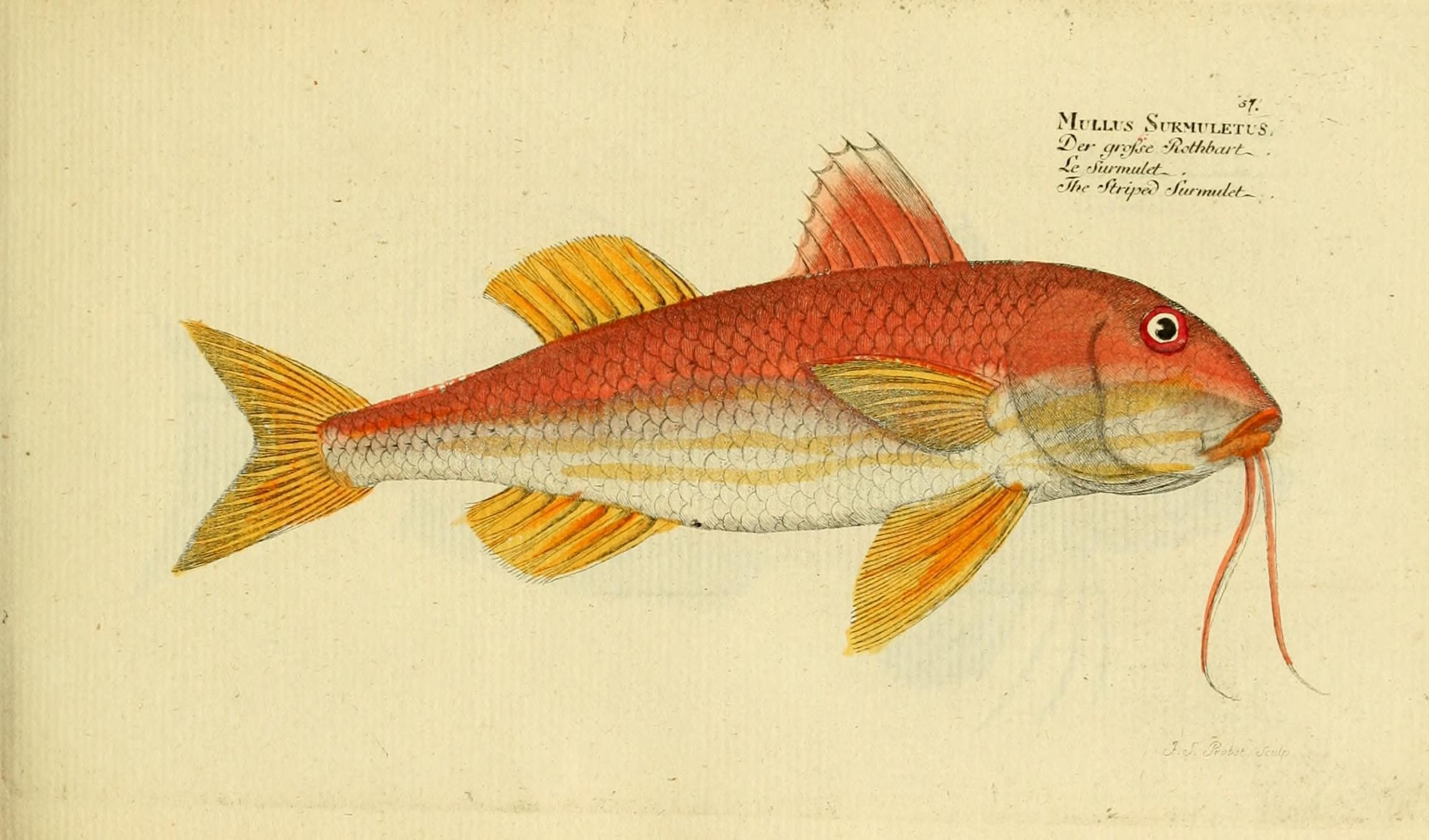
Mullus surmuletus en una ilustración de 1796

El salmonete de roca (Mullus surmuletus) es una especie de pez perciforme de la familia Mullidae. Se encuentra en el mar mediterráneo y el Atlántico Norte, su color en el lomo entre rosado y rojo le ha dado el nombre popular de 'salmonete' ('pequeño salmón'). Además de esta especie, recibe el nombre de salmonete el salmonete de fango (Mullus barbatus). 

## Características
El salmonete de roca suele habitar en las zonas rocosas y arenosas, la mayoría de las veces en la interfase entre arena y piedras. Suele encontrarse en grupo y rara vez ejemplares solitarios. Suele tener un cuerpo de 15-20 cm de longitud con grandes escamas.
Buscan el alimento husmeando con sus bigotes en el lecho marino.

## Galería de imágenes

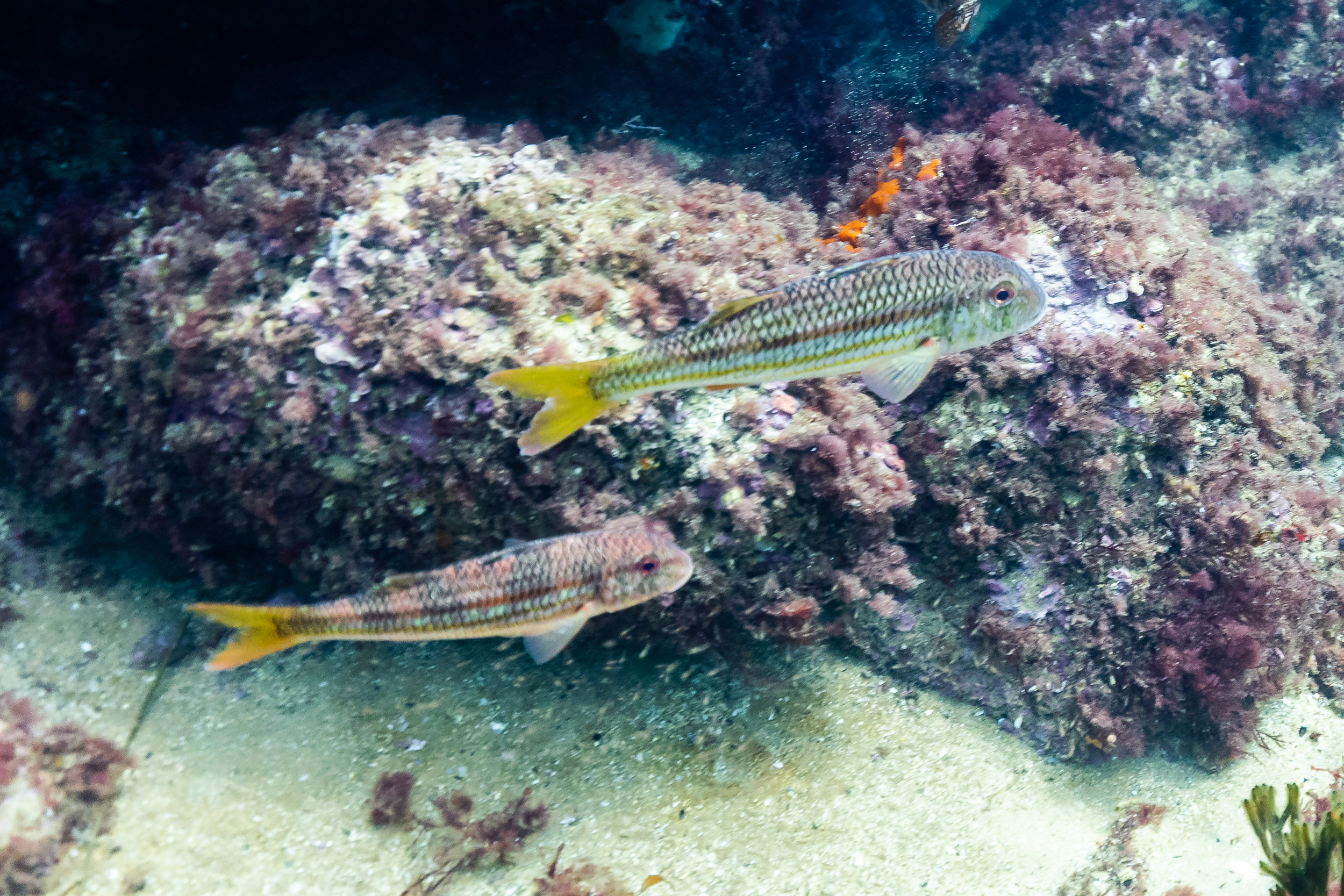
Salmonetes de roca en Santander (España).
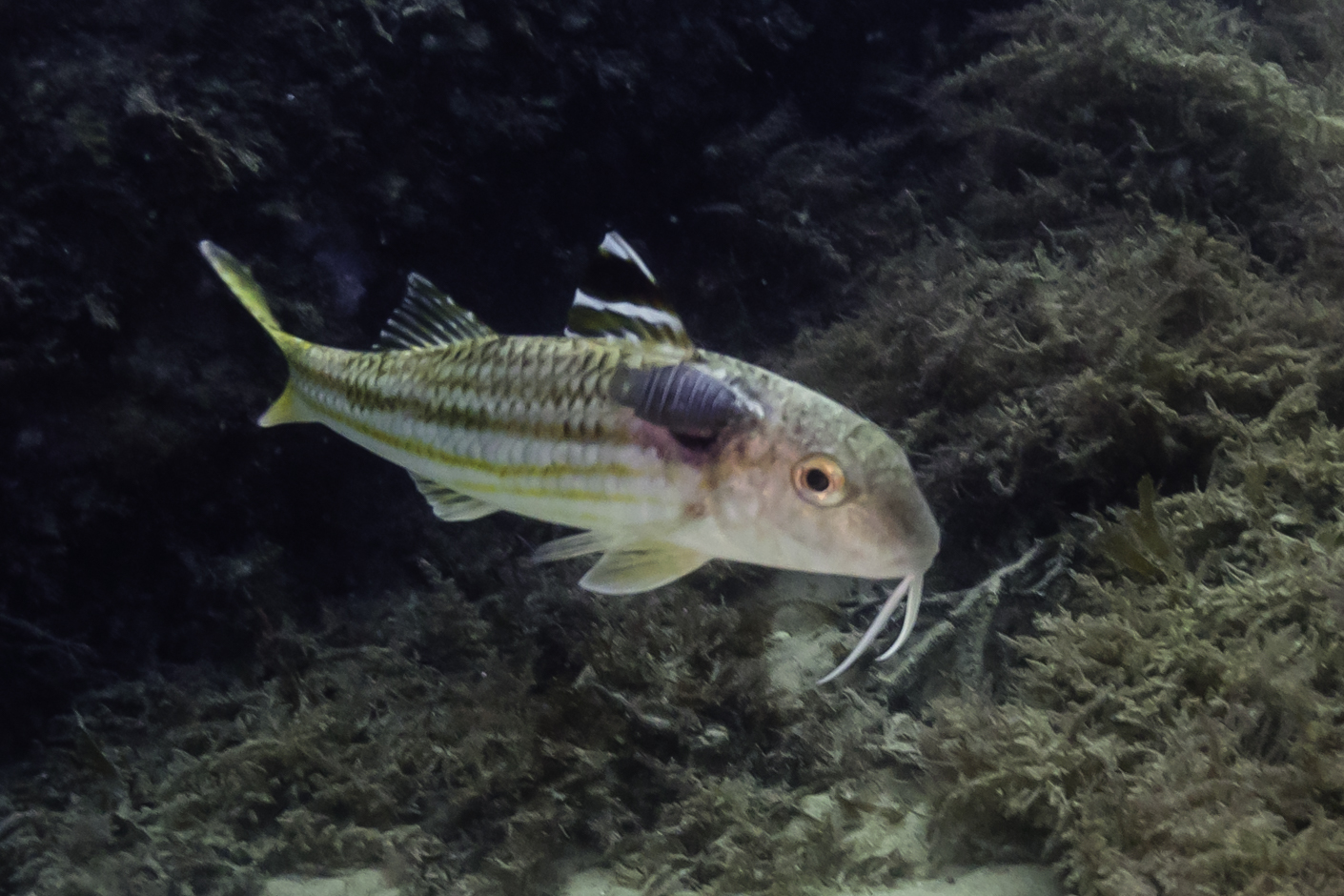
Salmonete de roca con un parásito (Anilocra physodes).
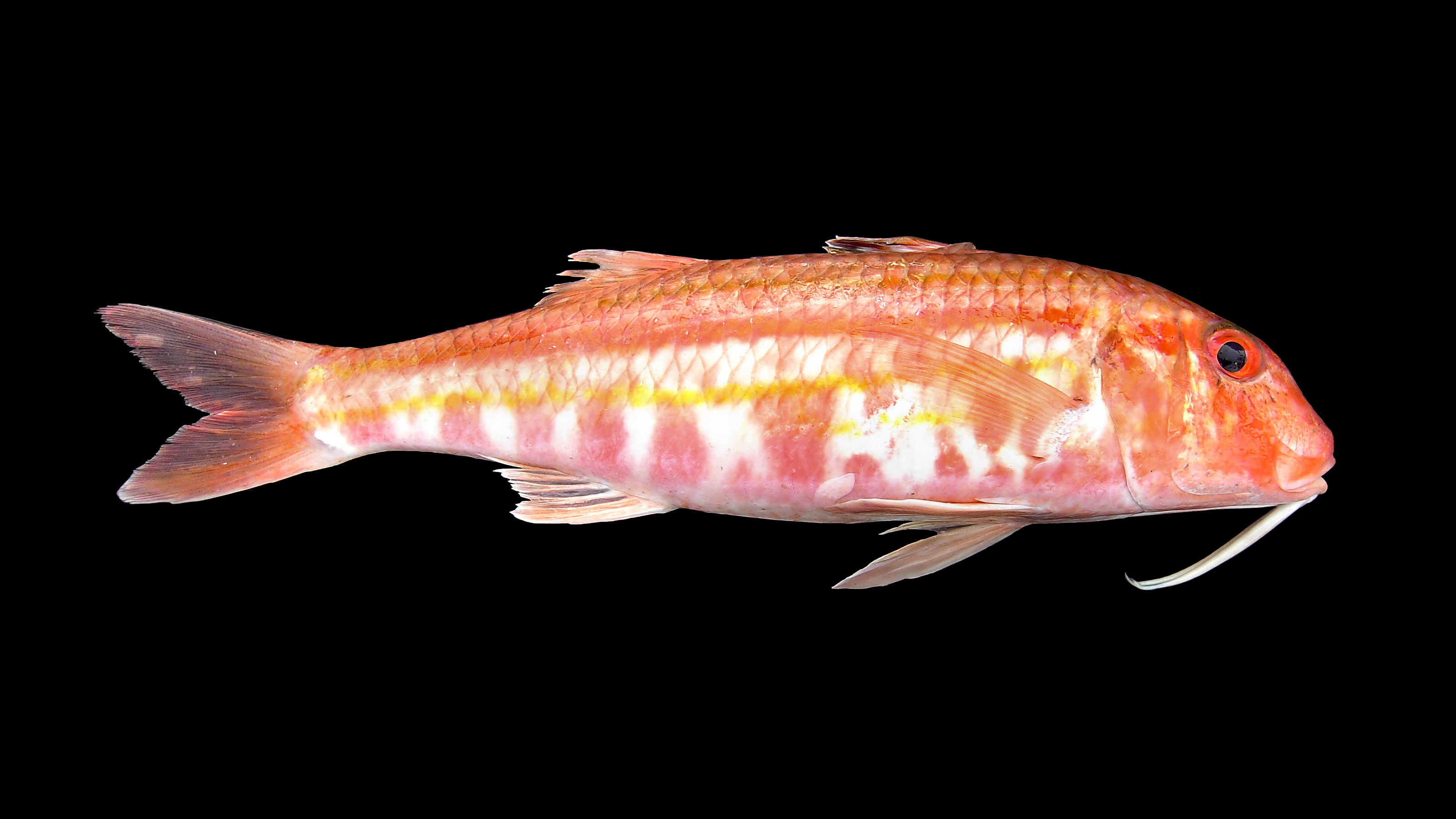
Imagen de laboratorio.
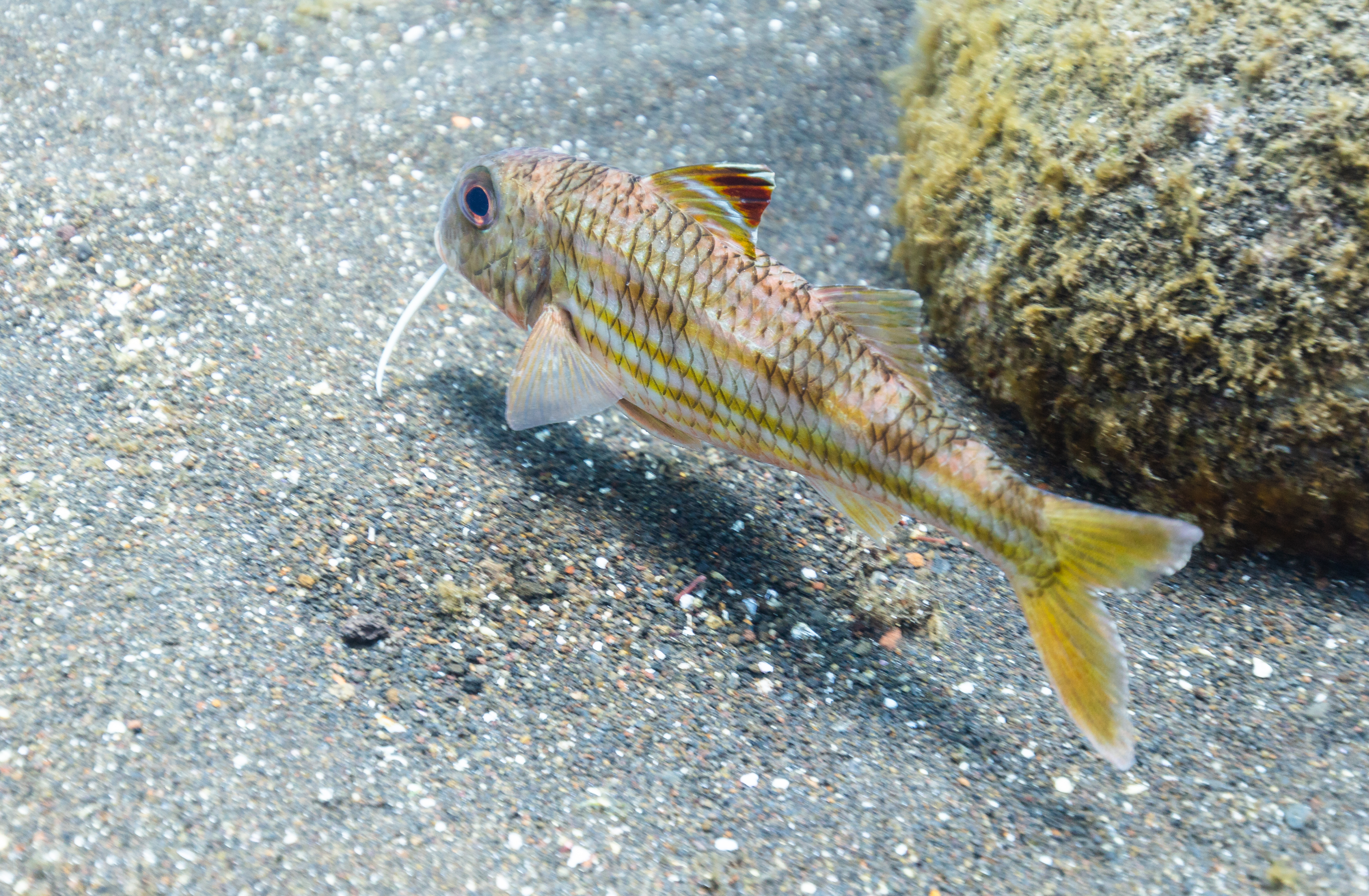
Ejemplar en las Azores (Portugal).